# Kudari
Kudari (nep. कुडारी) – gaun wikas samiti w zachodniej części Nepalu w strefie Karnali w dystrykcie Jumla. Według nepalskiego spisu powszechnego z 2001 roku liczył on 721 gospodarstw domowych i 4208 mieszkańców (2041 kobiet i 2167 mężczyzn).